# 大云山三战三捷摩崖石刻
大云山三战三捷摩崖石刻位于湖南省岳阳县大云山隆兴宫西侧的石崖上，是一处纪念抗日战争的摩崖石刻，为中国官兵抵御外敌的历史见证。

## 历史
抗日战争进入战略相持阶段，第三次长沙会战胜利之后，由第九战区副司令官、国民革命军第二十七集团军司令杨森题字，40多名石匠用时两个多月，于1942年12月完成。
2002年5月，列为湖南省级文物保护单位。2013年3月公布为第七批全国重点文物保护单位。

## 组成
整个石刻分三部分，三战三捷和注解碑文石刻在一整块石壁上，宽15.8米，高11.3米。

### 三战三捷
石壁东边，从右至左横排，镂刻了“三战三捷”4个大字，每字高2.15米，宽1.81米。

### 注解碑文
石壁西边，右至左竖写横排，正楷阴刻镂刻了65个字：
|  | 倭寇侵我中国，在湘北相持五年，中经大举犯长沙三次，赖民众协力，将士用命，都予击溃。国人正精诚团结，矢志澄清，泐石共勉。杨森题。大中华民国三十一年十二月。 |

### 三捷泉源
石壁东南方1O米处，从右至左，正楷阴刻“三捷泉源”4字，由杨森部第二十军第133师师长夏炯题。